# Helga de Alvear
Helga de Alvear (nombre de nacimiento Helga Müller Schätzel; Kirn, Alemania, 1936-Madrid, 2 de febrero de 2025) fue una galerista y coleccionista de arte alemana residente en España, país donde inició y desarrolló su actividad profesional internacional. Fue la creadora de la Galería Helga de Alvear y el Museo de Arte Contemporáneo Helga de Alvear. 

## Biografía
Nació en 1936 en la ciudad de Kirn (Renania-Palatinado) en Alemania. Estudió entre el colegio Salem, ubicado en el lago de Constanza, Lausana, Ginebra y Londres, donde posteriormente amplió sus estudios durante un año. En 1957, con 21 años, viajó a España con el fin de aprender español y estudia Cultura Hispánica en la Universidad Complutense de Madrid. Ahí es donde conoció al arquitecto Jaime de Alvear, con quien se casó. Tras fijar su residencia en Madrid, el matrimonio tuvo tres hijas: María, Ana y Patricia.  
Fallece en Madrid el 2 de febrero de 2025 a los 88 años.

## Ámbito profesional
Tras conocer a la galerista Juana Mordó en 1967, Helga de Alvear entró en contacto con los artistas del grupo de Cuenca y de El Paso, lo cual le hizo adquirir cada vez más interés por el panorama artístico español y comenzar su colección de arte. En enero de 1980 entró a formar parte de la plantilla de la galería Juana Mordó, puesto en el que adquirió conocimientos, tanto de gestión como del mundo artístico internacional. A ello contribuyó la participación en ferias como Art Basel, Fiac en París o la Feria de Colonia, o la colaboración para la creación de la feria de ARCO en 1982. Fue una de las fundadoras de la Fundación Museo Reina Sofía de Madrid.

### La Fundación Helga de Alvear y el Centro de Artes Visuales
Tras años trabajando en la galería Juana Mordó, en 1995 creó su propia galería de arte en Madrid.
La Fundación Helga de Alvear, con sede en Cáceres, es una entidad cultural sin ánimo de lucro, de gestión autónoma e independiente, creada el 29 de noviembre de 2006. Su constitución respondió al deseo de Helga de Alvear de compartir su colección con la sociedad y al interés de varias instituciones públicas extremeñas de dotar a la ciudad de Cáceres con un centro para la investigación, difusión y educación en el campo de la creación visual contemporánea.
La Fundación Helga de Alvear pretende también contribuir a aumentar la sensibilización al arte en el mayor número de personas; por ello, realiza numerosos préstamos de obras a diferentes instituciones del mundo entero.Además, distintas selecciones de la colección han sido objeto de exposiciones:

### Museo de Arte Contemporáneo Helga de Alvear
El Centro de Artes Visuales gestionado por la Fundación Helga de Alvear ocupaba un edificio modernista acabado en 1910 y remodelado en 2005 por el estudio de arquitectos españoles Tuñón y Mansilla para albergar tanto la sede de la Fundación Helga de Alvear como su colección de arte.
Sin embargo, la magnitud de la colección y las crecientes necesidades expositivas y educativas de la Fundación obligaron a la construcción de otro edificio, en este caso de nueva planta, diseñado por el arquitecto Emilio Tuñón. Dicho edificio fue sufragado a partes iguales por el Gobierno de Extremadura y la propia Helga de Alvear quien cedió una vivienda adjunta para la ampliación y pagó al estudio Mansilla + Tuñón Arquitectos el proyecto arquitectónico de la nueva obra.También la Universidad de Extremadura donó un terreno para hacer posible la ampliación.En febrero de 2021 se inauguró el nuevo Museo de Arte Contemporáneo Helga de Alvear. organizando exposiciones monográficas con fondos de la Colección Helga de Alvear:

### La Colección Helga de Alvear
Además de su actividad profesional, Helga de Alvear desarrolló durante décadas su pasión: el coleccionismo de arte creado, fundamentalmente, a partir de la segunda mitad del siglo XX; como ella misma afirmó en una entrevista, «mi colección debe arrancar en las propuestas que surgen en los años 50 y no mirar hacia atrás». Su colección es considerada por muchos especialistas la más importante compilación privada -ya con promesa de titularidad pública- de obras de arte contemporáneo en España y una de las principales de Europa.
La colección, que sigue en constante aumento,supera en la actualidad las 3.000 piezas de más de 500 artistas de España e internacionalesy, en ella, destacan pinturas y esculturas de variados estilos y formatos así como vídeos e instalaciones, con abundante presencia de fotografías y obras en papel. Un acervo que refleja bien la personalidad de Helga de Alvear, para quien la elección de un artista «es siempre una apuesta arriesgada».

### Donaciones
A la donación de su colección a la Comunidad Autónoma de Extremadura hay que añadir otras cuatro: las donaciones a la Fundación Museo Reina Sofía en Madrid del archivo de la galería Juana Mordó,de la serie fotográfica Türken in Deutschland (Turcos en Alemania) de la germana Cándida Höfery de una destacada obra del suizo Rémy Zaugg,efectuadas, respectivamente, en 1997, 2016 y 2017; y la donación del llamado «Legado Juana Mordó-Helga de Alvear», propiedad de esta última, a la Real Academia de Bellas Artes de San Fernando en Madrid.La cesión total y gratuita a este organismo, realizada en 2011 y formada por 57 obras de arte contemporáneo, fue considerada en su momento por Antonio Bonet, director de la institución, «el mayor» legado de arte actual con el que cuenta la Academia.
Donó un millón de euros para apoyar la investigación contra el COVID-19 que llevaba a cabo el CSIC, Centro Superior de Investigación Científica de España.

## Premios y reconocimientos
- 2007 Medalla de Extremadura.[23]
- 2008 Medalla de Oro al Mérito en las Bellas Artes del Ministerio de Cultura de España.[24]
- 2011 Medalla de Cáceres.[25]
- 2012 Premio de la Fundación Arte y Mecenazgo en la categoría Coleccionista.[26]
- 2020 Medalla Internacional de las Artes de la Comunidad de Madrid 2020.[27]
- 2023 Mural en la fachada del IES Al-Qázeres en Cáceres junto con Mercedes Guardado Vostell y María del Mar Lozano Bartolozzi[28]
- 2023 Premio Patrimonio 2023, que concede el Grupo de Ciudades Patrimonio de la Humanidad.[29]
- 2024 Medalla al Mérito Cultural del Gobierno de Portugal.[30]